# Opération Krohcol
Théâtre d'Asie du Sud-Est de la Guerre du Pacifique
Batailles
Campagne de Malaisie
- Invasion japonaise de la Malaisie
- Opération Krohcol
- Occupation japonaise de la Malaisie
- Attaque du Prince of Wales et du Repulse
- Bataille de Jitra
- Gurun
- Kampar
- Slim River
- Gemas (en)
- Muar
- Endau (en)

L'opération Krohcol, ou la bataille pour la corniche, est une opération britannique s'étant déroulée en décembre 1941. Elle avait pour objectif d'envahir le sud de la Thaïlande après l'invasion japonaise de la Malaisie et de la Thaïlande pendant la Seconde Guerre mondiale. Elle fut autorisée par le lieutenant-général Arthur Percival en tant qu'opération « mini Matador » après l'opération du même nom, une frappe préventive en Thaïlande à laquelle le gouvernement britannique s'était opposé et qui n'a pas été menée. En raison d'un consentement tardif de Percival suivi par la lenteur de la transmission de son ordre, la nécessité de réorganiser les troupes pour l'opération Krohcol au lieu de l'opération Matador, et la résistance des policiers thaïlandais, la colonne Krohcol n'a pas atteint la corniche à temps.

## Mini Matador
Comme alternative à l'opération Matador, trois colonnes ad hoc ont été rassemblées pour harceler et retarder l'avance japonaise de leurs têtes de pont à Songkhla et Pattani.
La force Krohcol a été chargé de la destruction de la fonction connue sous le nom de Ledge (corniche). La destruction de la corniche bloquerait effectivement la route de Pattani, assurant ainsi la sécurité des lignes de communication et de retraite de la 11e division d'infanterie indienne. Pour les Japonais, la capture de la corniche leur permettrait d'accéder aux zones arrière de la 11e division indienne, obligeant les Britanniques à se retirer de Perak et Kedah, ou s'ils étaient assez rapides, pouvaient même isoler complètement la 11e division indienne.

## Forces en présences

### Commonwealth britannique
La force a été nommée Krohcol car celle-ci opérait à partir de la ville de Kroh à la frontière Perak - Thaïlande et « col » est l'abréviation de colonne (ce qui signifie groupement tactique).
Le groupe Krohcol original devait être composé de :
- 3 / 16e régiment Punjab - Lieutenant-colonel Henry Dawson Moorhead
- 5 / 14e régiment Punjab - Lieutenant-colonel Cyril Lovesy Lawrence Stokes († en captivité le 15 février 1942 après la bataille de Slim River[3])
- 10e batterie de montagne indienne - Major D. G. C. Cowie
- 45e compagnie de campagne, Bombay Engineer Group (en) - Major J. R. Dinwiddie[4]

La colonne ayant quitté Kroh était composée d'hommes du 3 / 16e Punjab et de quelques ingénieurs sous le commandement du lieutenant-colonel Henry Moorhead, transportés dans les camions Marmon-Herrington (en) AWD de la 2e / 3e Compagnie australienne de transport automobile sous le major G. A. C. Kiernan. Krohcol était sous sa force désignée et retardé en raison d'un deuxième bataillon du 5 / 14e régiment Punjab et d'une batterie d'artillerie légère n'arrivant pas à l'heure. La colonne est donc partie sans eux. L'objectif de la colonne était une percée de 10 km sur un tronçon de route traversant une colline escarpée et délimitée de l'autre côté par une chute abrupte dans une rivière et connue sous le nom de Ledge. Faire sauter le flanc de la colline sur la route entraînerait un retard considérable de la force d'invasion japonaise.

### Forces thaïlandaises
S'opposant à cette force d'invasion du Commonwealth se trouvait la résistance de la police royale thaïlandaise de Betong sous le commandement du major Prayoon Rattanakit, qui a causé de nouveaux retards à la colonne. La police thaïlandaise combattait en même temps la 5e division japonaise à Pattani, avant un cessez-le-feu entre les deux parties.

### Forces japonaises
5e division d'infanterie
- 42e régiment d'infanterie - Colonel Tadao Ando
  - Bataillon, 42e régiment - Major Shigeharu Asaeda
  - 2 compagnies, 14e régiment de chars

## Bataille de Betong
Krohcol a franchi la frontière quelque 14 heures après le débarquement à Kota Bharu, le 8 décembre, et a rencontré des forces d'opposition de policiers thaïlandais et de volontaires civils dirigés par le major Prayoon Rattanakit, commissaire de police de la ville de Betong.
Cette force a harcelé la colonne britannique de la sécurité des forêts environnantes et abattu des arbres à caoutchouc à travers la route étroite, ralentissant la progression des porte-armes Bren. Entre-temps, une grande partie de la population thaïlandaise de Betong a évacué la ville, laissant derrière elle des marchands chinois et indiens. La résistance thaïlandaise a retardé les Punjabis jusqu'à l'après-midi suivant, échouant à atteindre la ville de Betong, à seulement 8 km à l'intérieur de la frontière, jusqu'au soir du 9 décembre.
Lorsque Krohcol est entré à Betong, un gendarme thaïlandais commandant une unité de police leur a permis de passer sans opposition. Il s'est ensuite approché du lieutenant-colonel Moorhead et s'est courtoisement excusé pour cette « erreur».  Cependant, on ne sait pas pourquoi Moorhead n'a pas immédiatement poussé vers le Ledge, mais le retard s'est avéré fatal.